# Тери Гудкайнд
Тери Гудкайнд (на английски: Terry Goodkind) е съвременен американски писател, известен най-вече с творчеството си във фентъзи поджанра „Меч и магия“.
Най-значимото му произведение е поредицата „Мечът на истината“, която включва 21 романа и 6 повести и е преведена на над 20 езика. Книгите от поредицата са продадени в над 25 милиона екземпляра по целия свят. През 2008 г. тя е адаптирана за телеизионния сериал „Легендата за Търсача“.
Освен фентъзи Гудкайнд пише и съвременен съспенс, като романът „Законът на деветките“ (2009) представлява сюжетно разширение на света от „Мечът на истината“. 
Писателят е поддръжник на философския подход на обективизма на Айн Ранд. В творчеството си често прави препратки към нейните идеи и произведения.

## Биография и творчество
Тери Гудкайнд е роден на 11 януари 1948 г. в Омаха, Небраска, САЩ. От ранна възраст страда от дислексия, което затруднява обучението му и го кара да прекъсне образованието си след гимназията. Поради това първоначално не проявява интерес към писането.
Преди да започне литературната си кариер той се занимава с дърводелство и изработка на цигулки, както и с рисуване на морски и диви животни, които продава в картинни галерии.
През 1983 г. се премества със съпругата си Джери в щата Мейн, където построяват дом. През 1993 г. вдигат къща на остров Маунт Дезърт, край бреговете на Мейн, където Гудкайнд написва първия си роман – „Първото правило на магьосника“. По-късно семейството се установява на брега на езерото Лас Вегас, Невада.
През 1994 г. дебютният му роман е продаден на търг за рекордната сума от 275 000 долара. Впоследствие Гудкайнд публикува още 20 романа и 6 повести в света на "Мечът на истината", като почти всичките попадат в списъка с бестселъри на вестник „Ню Йорк Таймс“. Сред тях се открояват романите „Лавинен огън“ – на номер 3 през януари 2005 г. и „Призраци“ – на номер 1 през август 2006 г., и повестта „Изповедник“ – на номер 2 през ноември 2007 г.
През юни 2008 г. подписва договор с изд. „GP Putnam's Sons/ Penguin Books“ за три нови романа, първият от които – „Законът на деветките“ – излиза на 18 август 2009 г. През април 2010 г. писателят подписва договор с изд. „Tor Books“ за публикуване на още три романа, първият от които преразглежда света и героите от поредицата „Мечът на истината“. Tor Books публикува първия му нов роман, „Машина за знамения“, на 16 август 2011 г. Гудкайнд публикува самостоятелно втория си нов роман, „Първият изповедник: Легендата за Магда Сиърс“, на 2 юли 2012 г., като книгата е класирана на 28-мо място в списъка с бестселъри на Kindle до следващата сутрин. Tor Books издава продължението й „Третото кралство“, на 20 август 2013 г., както и третия роман, Severed Souls („Разкъсани души“), чието действие е продължение на това на „Третото кралство“, на 5 август 2014 г. 
През 2017 г. излиза нов роман от поредицата „Мечът на истината“, озаглавен Death's Mistress („Господарката на смъртта“), начало на поредицата „Хрониките на Ничи“. През 2019 г. писателят обявява продължението на поредицата „Мечът на истината“ – The Scribbly Man („Драскащият човек“).
Гудкайнд умира на 17 септември 2020 г. в дома си в Боулдър Сити, Невада, на 72-годишна възраст. Причината за смъртта му не е оповестена. Той е надживян от съпругата си Джери.

## Жанр и влияния
Гудкайнд възприема романите си като нещо повече от традиционно фентъзи, заради фокуса им върху философски и общочовешки теми. Писателят вярва, че използването на фентъзи жанра му позволява по-добре да разказва историите си и да предава по-добре човешките теми и емоции, които желае да сподели с читателите.
Гудкайн е повлиян от творчеството на Айн Ранд и обективистката й философия. Пишейки за поредицата в бюлетина на Общество Атлас, Уилям Пери заявява, че „героите, сюжетите и темите на Гудкайн... са ясно и пряко повлияни от творчеството на Ранд, а героите на книгата понякога се позовават на обективистки принципи“. Пери отбелязва, че обективистките теми стават най-очевидни във „Вярата на прокудения“, което прави романа противоречив сред феновете на Гудкайнд; освен това романът съдържа няколко сцени, които отразяват сюжетите на книгите на Ранд „Изворът“ (1943) и „Атлас изправи рамене“ (1957).

## Противоречия
Някои от политическите му възгледи предизвикват противоречия, по-специално посвещението на романа  „Колоните на Сътворението“ (2001) на Разузнавателните ведомства на САЩ.

## Интереси
Писателят е фен на състезанията със спортни автомобили на аматьорско и полупрофесионално ниво, състезавайки се с Radical SR8 SM-500 за своя отбор Rahl Racing, кръстен на династията Рал, към която принадлежи Ричард, главният герой на литературната му сага „Мечът на истината“.

### Поредица „Мечът на истината“
Книгите са представени в хронологически ред. 
- 0. The First Confessor: The Legend of The Magda Searus (2012) – роман
Първият изповедник: Легендата за Магда Сеарус, ИК „Прозорец“, София, 2012, прев. Невена Кръстева, ISBN 978-954-733-760-2
- 0.5 Debt of Bones (1998, 2001) – повест
Дългът на костите, ИК „Прозорец“, София, 2002, прев. Невена Кръстева, ISBN 9547332376
Дълг, в сборника „Легенди“ (съст. Робърт Силвърбърг), изд. „Бард“, София, 2000, ISBN 9545851112

1. Wizard's First Rule (1994) – роман
Първото правило на магьосника, ИК „Прозорец“, София, 1998, прев. Невена Кръстева, ISBN 954733011X
2. Stone of Tears (1996) – роман
Камъкът на сълзите (в 2 части), ИК „Прозорец“, София, 1999, прев. Весела Димова, ISBN 9547330489 (ч. 1) и ISBN 9547330497 (ч. 2)
3. Blood of the Fold (1997) – роман
Кръвта на братството, ИК „Прозорец“, София, 1999, прев. Невена Дишлиева, ISBN 9547330640
4. Temple of the Winds (1997) – роман
Храмът на ветровете (в 2 части), ИК „Прозорец“, София, 1999, прев. Невена Кръстева, ISBN 9547330926 (ч. 1), ISBN 9547330934 (ч. 2)
5. Soul of the Fire (1999) – роман
Душата на огъня (в 2 части), ИК „Прозорец“, София, 2000, прев. Невена Кръстева, ISBN 9547331213 (ч. 1), ISBN 9547331221 (ч. 2)
6. Faith of the Fallen (2000) – роман
Вярата на прокудения (в 2 части), ИК „Прозорец“, София, 2000, прев. Невена Кръстева, ISBN 9547331752 (ч. 1), ISBN 9547331760 (ч. 2)
7. The Pillars of Creation (2001) – роман
Колоните на Сътворението (2 части), ИК „Прозорец“, София, 2002, прев. Невена Кръстева, ISBN 9547332597 (ч. 1) и  ISBN 9547332600 (ч. 2)
8. Naked Empire (2003) – роман
Уязвимата империя (в 2 части), ИК „Прозорец“, София, 2003, прев. Невена Кръстева, ISBN 9547333542 (ч. 1) и ISBN 954-733-355-0 (ч. 2)
9. Chainfire (2005) – роман
Лавинен огън (в 2 части), ИК „Прозорец“, София, 2005, прев. Невена Кръстева, ISBN 9547334182 (ч. 1) и ISBN 9547334190 (ч. 2)
10. Phantom (2006) – роман
Призраци, ИК „Прозорец“, София, 2006, прев. Невена Кръстева, ISBN 9547334956
11. Confessor (2008) – роман
Изповедник, ИК „Прозорец“, София, 20008, прев. Невена Кръстева, ISBN 9789547335677
12. The Omen Machine (2011) – роман
Машина за знамения, ИК „Прозорец“, София, 2011, прев. Невена Кръстева, ISBN 9547337169
13. The Third Kingdom (2013) – роман
Третото кралство, ИК „Прозорец“, София, 2014, прев. Невена Кръстева, ISBN 9789547338272
14. Severed Souls (2014) – роман
15. Warheart (2015) – роман

15.5. The Law of Nines (2009) – самостоятелен роман
Законът на деветките, ИК „Прозорец“, София, 2010, ISBN 9547336636
Книги 12, 13, 14 и 15 са част от поредицата „Ричард и Калан“ (Richard and Kahlan).

#### Поредица „Децата на Д'Хара“ (The Children of D'Hara)
Историята на децата на Ричард и Калан.
1. The Scribbly Man (2019) – повест
2. Hateful Things (2019) – повест
3. Wasteland (2019) – повест
4. Witch's Oath (2020) – повест
5. Into Darkness (2020) – повест

#### Поредица „Хрониките на Ничи“ (The Nicci Chronicles)
1. Death's Mistress (2017) – роман
2. Shroud of Eternity (2018) – роман
3. Siege of Stone (2018) – роман
4. Heart of Black Ice (2020) – роман

### Поредица „Анджела Константин/Джак Рейнс“ (Angela Constantine / Jack Raines)
1. Nest (same world as Angela, but not Angela) (2016)
2. Trouble's Child (2018)
3. The Girl in the Moon (2018)
4. Crazy Wanda (2018)

### Самостоятелни произведения
- The Sky People (2019) – повест

## Екранизации
През 2008 г. Ей Би Си започва филмирането на поредицата „Мечът на истината“ под игралното име „Legend of the Seeker“ („Легендата за Търсача“). Пилотният епизод се излъчва на 1 ноември 2008 г. Излъчени са два сезона преди сериалът да бъде спрян през 2010 г.